# آق‌پینار
اکپینار، بوزویوک (به لاتین: Akpınar, Bozüyük) یک منطقهٔ مسکونی در ترکیه است که در استان بیله‌جک واقع شده‌است.

## خصوصیات
اکپینار ۷۰۴ نفر جمعیت دارد.